# 블루 트레인의 수수께끼
《블루 트레인의 수수께끼》(The Mystery of the Blue Train)는 영국의 추리작가 애거사 크리스티의 장편 추리소설로, 탐정 에르퀼 푸아로가 등장한다. 호화로운 침대 열차 블루 트레인을 배경으로, 억만장자의 딸이 살해당하는 사건이 발생하자 그 범인과 함께 피해자가 지니고 있던 보석 '불의 심장'의 행방을 쫓는 푸아로의 활약을 그리고 있다.

## 등장인물
- 에르퀼 푸아로 : 사립탐정
- 루퍼스 반 올딘 : 미국의 부유한 사업가
- 루스 캐터링 : 루퍼스의 딸
- 데릭 캐터링 : 루스의 남편
- 나이튼 : 루퍼스의 비서
- 아르망 드 라 로쉬 : 루스의 애인
- 밀레유 : 데릭의 애인
- 캐서린 그레이 : 막대한 유산을 상속받은 영국 여성
- 탬플린 부인 : 캐서린의 사촌
- 찰스 에반스 : 탬플린 부인의 남편
- 레녹스 탬플린 : 탬플린 부인의 딸
- 애더 메이슨 : 루스의 하녀
- 디미트리오스 파포폴루스 : 골동품 상인
- 지아 : 파포폴루스의 딸